# Microstrophia modesta
Microstrophia modesta é uma espécie de gastrópode  da família Streptaxidae.
É endémica da Maurícia.